# Sō Kawahara
Sō Kawahara (河原 創?, Kawahara Sō; Yamaga, 13 marzo 1998) è un calciatore giapponese, centrocampista del Kawasaki Frontale.

## Caratteristiche tecniche
Di piede destro, è un mediano che dalle giovanili fino a buona parte della stagione 2020 ha ricoperto il ruolo di terzino destro. Possiede una buona visione di gioco che lo facilita nella buona riuscita dei suoi lanci lunghi per le azioni offensive dei suoi compagni di squadra.

## Carriera

### Inizi e Roasso Kumamoto
Ha scelto di inseguire la propria passione per il calcio quando era un bambino di scuola elementare, iscrivendosi al Yamaga FC, società giovanile di calcio di Yamaga. Mentre frequentava la scuola media, si è unito al JFA Academy Kumamoto Uki, mentre in età liceale era un membro del Kumamoto Ōzu High School. Conclude gli studi laureandosi all'Università di Fukuoka, con la quale era impiegato come difensore laterale nella squadra calcistica della scuola. Il 19 settembre 2019, il sito ufficiale del Roasso Kumamoto, club militante in terza divisione giapponese, annuncia che Kawahara si unirà con loro per la stagione 2020. Esordisce come calciatore professionista in occasione della prima giornata di J3 League 2020, posticipata di qualche mese a causa della pandemia di COVID-19, datata il 27 giugno 2020: nella partita casalinga contro il Kagoshima Utd, vinta 3-2, Kawahara fa il suo ingresso in campo al 90', rimpiazzando il centrocampista centrale Shōta Aizawa. Ottiene la titolarità fissa già dalla terza presenza con il Roasso Kumamoto, giocando come terzino destro la vittoriosa sfida che ha visto come avversario il Cerezo Osaka U-23 (5-3), dove riesce a siglare il suo primo gol in carriera. Con il suo club si è affermato un elemento molto valido, ritagliandosi per tutta la stagione 2020 un posto da titolare. Nonostante inizialmente fosse considerato il terzino destro titolare della rosa, a partire dall'undicesima giornata di campionato è stato impiegato come centrocampista centrale, sottraendo a Shōta Aizawa il posto da titolare. Viene eletto capitano della squadra per la stagione 2021, che ha visto Kawahara alzare il suo primo trofeo in carriera, vincendo la J3 League 2021 all'ultima giornata di campionato, sconfiggendo in casa il 5 dicembre 2021 l'Gifu per 2-0. Nel 2022 in J2 League, con il Roasso Kumamoto conduce una stagione molto positiva: infatti con la sua squadra termina il campionato al quarto posto, qualificandosi ai play-off per accedere alla J1 League, la massima divisione nipponica. Ai play-off il Roasso Kumamoto elimina sia l'Oita Trinita che il Montedio Yamagata, ma ha ha fallito nella grande impresa di sconfiggere (obbligatoriamente) il Kyoto Sanga, club qualificato ai play-out per via del suo sedicesimo posto in J1 League, pareggiando per 1-1 e dunque rinunciando alla promozione nella massima categoria giapponese. Nonostante l'amarezza per aver visto saltare la possibilità di partecipare in J1 League all'ultimo, Kawahara è risultato essere l'unico calciatore della J2 League 2022 ad aver giocato tutti i minuti di tutte le partite, venendo inserito, il 14 novembre 2022, nella "Best eleven" del campionato.

## Statistiche

### Presenze e reti nei club
Statistiche aggiornate al 6 luglio 2024.
| Stagione               | Club                   | Campionato             | Campionato | Campionato | Coppe nazionali | Coppe nazionali | Coppe nazionali | Coppe continentali | Coppe continentali | Coppe continentali | Altre coppe | Altre coppe | Altre coppe | Totale | Totale |
| Stagione               | Club                   | Comp                   | Pres       | Reti       | Comp            | Pres            | Reti            | Comp               | Pres               | Reti               | Comp        | Pres        | Reti        | Pres   | Reti   |
| ---------------------- | ---------------------- | ---------------------- | ---------- | ---------- | --------------- | --------------- | --------------- | ------------------ | ------------------ | ------------------ | ----------- | ----------- | ----------- | ------ | ------ |
| 2020                   | Roasso Kumamoto        | J3                     | 34         | 3          | -               | -               | -               | -                  | -                  | -                  | -           | -           | -           | 34     | 3      |
| 2021                   | Roasso Kumamoto        | J3                     | 28         | 1          | CG              | 2               | 1               | -                  | -                  | -                  | -           | -           | -           | 30     | 2      |
| 2022                   | Roasso Kumamoto        | J2                     | 42+3       | 1+0        | CG              | 2               | 2               | -                  | -                  | -                  | -           | -           | -           | 47     | 3      |
| Totale Roasso Kumamoto | Totale Roasso Kumamoto | Totale Roasso Kumamoto | 107        | 5          |                 | 4               | 3               |                    | -                  | -                  |             | -           | -           | 111    | 8      |
| 2023                   | Sagan Tosu             | J1                     | 34         | 1          | CG+CdL          | 2+4             | 0               | -                  | -                  | -                  | -           | -           | -           | 40     | 1      |
| 2024                   | Sagan Tosu             | J1                     | 22         | 1          | CG+CdL          | 0+2             | 0               | -                  | -                  | -                  | -           | -           | -           | 24     | 1      |
| Totale Sagan Tosu      | Totale Sagan Tosu      | Totale Sagan Tosu      | 56         | 2          |                 | 8               | 0               |                    | -                  | -                  |             | -           | -           | 64     | 2      |
| Totale carriera        | Totale carriera        | Totale carriera        | 163        | 7          |                 | 12              | 3               |                    | -                  | -                  |             | -           | -           | 175    | 10     |

## Palmarès

### Club

#### Competizioni nazionali
- J3 League: 1

Roasso Kumamoto: 2021

### Individuale
- Squadra della J2 League: 1

2022